# When a Man Marries
When a Man Marries è un cortometraggio muto del 1913 diretto da Al Christie che aveva come interpreti due noti comici dell'epoca, Eddie Lyons e Lee Moran.

## Produzione
Il film fu prodotto dalla Nestor Film Company.

## Distribuzione
Distribuito dalla Motion Picture Distributors and Sales Company, il film - un cortometraggio di 200 metri - uscì nelle sale cinematografiche statunitensi il 17 febbraio 1913.
Nelle proiezioni, veniva programmato con il sistema dello split reel, accorpato in un'unica bobina con un altro cortometraggio della Nestor, il documentario Tournament of Roses.